# Formica gagatoides
Formica gagatoides es una especie de hormiga del género Formica, familia Formicidae. Fue descrita científicamente por Ruzsky en 1904.
Se distribuye por Canadá y los Estados Unidos. Se ha encontrado a elevaciones de hasta 951 metros. Mide aproximadamente 6-7 milímetros de longitud, la reina puede alcanzar los 8 milímetros. Vive en microhábitats como rocas, piedras y el suelo.